# Христианско-демократическая национал-цэрэнистская партия
Христианско-демократическая национал-цэрэнистская партия (рум. Partidul Național Țărănesc Creștin Democrat, PNȚCD) — румынская правоцентристская политическая партия. Основана Корнелиу Копосу в ходе Румынской революции 1989. Продолжила традицию Национал-цэрэнистской партии 1926—1947. Играла видную политическую роль в румынской политике 1990-х, впоследствии утратила прежнее влияние. Доктринально придерживается социально-консервативной христианской демократии. В практической политике последних лет допускает различные альянсы.

## Традиция национал-цэрэнизма
Влиятельной политической силой межвоенной Румынии была правоцентристская Национал-цэрэнистская партия (НЦП). Позиционировалась НЦП прежде всего как партия румынской деревни (рум. țăran, «цэран», «цэрэн» — крестьянин). Представляла землевладельцев, крестьянство (особенно зажиточное), часть городской буржуазии и националистической интеллигенции. Партия выступала с социально-консервативных конституционно-монархических позиций, отстаивала интересы аграрного сектора, выступала за «Крестьянское государство». Жёстко противостояла не только социалистам и коммунистам, но и либеральной олигархии, королевской диктатуре Кароля II, национал-легионерскому режиму. Шесть раз партия запрещалась. С другой стороны, лидер НЦП Юлиу Маниу четыре раза возглавлял правительство.
Юлиу Маниу участвовал в румынском перевороте 23 августа 1944 и свержении кондукэтора Иона Антонеску. Но далее НЦП активно противодействовала установлению коммунистического режима. Национал-цэрэнисты участвовали в уличных протестах против Румынской компартии (РКП), примыкали к антикоммунистическому партизанскому движению. В 1947 партия была запрещена, многие лидеры и активисты арестованы. Юлиу Маниу, Ион Михалаке погибли в заключении.
Традиция НЦП хранилась в румынском обществе. Функционировал эмигрантский национал-цэрэнистский центр во главе с Николае Пенеску. В СРР Корнелиу Копосу (в молодости секретарь Юлиу Маниу), Ион Диаконеску, Илие Лазэр и другие деятели, после отбытия длительных тюремно-лагерных сроков, нелегально группировали сторонников. В 1970 Копосу, Диаконеску, Ион Худицэ, Ион Жовин, Виктор Анка, Леонида Романос организовали в Бухаресте первое с 1947 собрание национал-цэрэнистских активистов (это удалось благодаря иностранному гражданству Романос, приехавшей в качестве корреспондентки). Секуритате с тревогой реагировала на такие мероприятия, вела плотное наблюдение, оказывала жёсткое давление. В 1981 от взрыва, организованного секуристами, погиб Пенеску. Но национал-цэрэнизм оставался заметным течением в румынском диссидентстве и эмиграции.

## Воссоздание в революцию
В декабре 1989 Румынская революция свергла коммунистический режим СРР. Было покончено с партократией, казнён диктатор Чаушеску, РКП объявлена вне закона. Утвердилась многопартийная система. Началось и воссоздание партии национал-цэрэнистов.
Уже 22 декабря 1989 — день падения режима — в доме Корнелиу Копосу прошло восстановительное собрание национал-цэрэнистской партии. Все участники (Копосу, Диаконеску, Ион Пую, Ион Бэрбуш, Серджиу Макарие, Николае Ионеску-Джалбени, Шербан Гика, Иоан Луп) были членами исторической НЦП и многолетними политзаключёнными. Их связывало прежнее партийное членство, совместное пребывание в тюрьмах, лагерях, Бэрэганских депортациях. Они объявили о воссоздании НЦП и призвали соотечественников встать «под славное знамя Юлиу Маниу».
Одновременно в Бухаресте стала распространяться декларация «Христианской национал-цэрэнистской партии», позиционированной как часть Фронта национального спасения (ФНС). Во главе «ХНЦП» стояли поэт-мистик Иоан Александру, чиновники МИД Ливиу Петрина и Ифтене Поп, писатель Павел Суян. Они были связаны с богемной группой «Мансарда» и баптистскими организациями США.
Согласовать позиции НЦП и «ХНЦП» оказалось непросто: первые происходили из антикоммунистического диссидентства, вторые — из богемной фронды, допускавшейся коммунистическим режимом. Копосу расценил казнь Чаушеску как «типично большевистское сведение счётов» и считал ФНС неокоммунистической структурой — Александру и его сподвижники примыкали к ФНС. Несколько дней ушло на переговоры. В итоге всё же удалось договориться об объединении. Христианско-демократическая национал-цэрэнистская партия (PNȚCD, ХДНЦП) стала первой, наряду с ФНС, политической организацией революционной Румынии. Первым лицом партии избран Корнелиу Копосу, его заместителем — Ион Александру, генеральным секретарём — Ливиу Петрина.
Впоследствии стала известна связь инициаторов «ХНЦП» с бывшей Секуритате, которая пыталась внедрить в партию собственное лобби. Попытка не удалась — решающие позиции удержали представители старшего поколения, диссиденты и выходцы из исторической НЦП. Потерпевшие неудачу «молодые» (среди них замечался и Корнелиу Вадим Тудор) вскоре создали правонационалистическую партию «Великая Румыния».
8 января 1990 ХДНЦП была зарегистрирована муниципальным судом Бухареста. Первым президентом партии являлся Корнелиу Копосу, его заместителями — Ион Диаконеску, Николае Ионеску-Джалбени. Вскоре из эмиграции возвратился Ион Рациу, также занявший место в первом лидерском ряду. Копосу, Диаконеску и Рациу вошли в политическую историю Румынии как основатели ХДНЦП, создавшие личностную связь с традицией НЦП.

## Идеологические установки
В основу партийной доктрины закладывались четыре принципа Юлиу Маниу: развитая демократия, христианская мораль, просвещённый патриотизм, социальная справедливость. Но в новых исторических условиях неизбежна была значительная трансформация. Идеологической основой стала христианская демократия. Политический и культурный консерватизм принял более модернистские формы.
Партия полностью привержена Всеобщей декларации прав человека. Национал-патриотизм сочетается с безусловным равноправием всех граждан Румынии. Сохранились некоторые аграристские приоритеты времён НЦП, традиции румынской деревни рассматриваются как основа национальных ценностей — но с учётом социально-экономических перемен, урбанизации и индустриализации.
В полной мере сохранился непримиримый антикоммунизм. ХДНЦП выступила за радикальную декоммунизацию и окончательную десоветизацию Румынии, искоренение наследия РКП и советской оккупации. Власть ФНС рассматривалась как неокоммунизм, президент Ион Илиеску — как «наследник Чаушеску». Партия поддерживала Тимишоарскую прокламацию.
Заметное место в дискурсе ХДНЦП занимал монархизм. Председатель партии Копосу установил официальные связи с Михаем Румынским, встречался с ним во время его визита в Румынию. Однако при выраженных симпатиях к монархии вопрос о реставрации не ставился в практическую плоскость.

## Политическая история

### Лидерство Корнелиу Копосу
На первых в Румынии альтернативных президентских выборах 1990 ХДНЦП выдвинула кандидатуру Иона Рациу. Он получил немногим более 4 % голосов, уступив не только Илиеску, но и представителю исторической Национал-либеральной партии (НЛП) Раду Кымпяну. На парламентских выборах 1990 за ХДНЦП голосовали около 2,5 % — это дало 12 мест в палате депутатов и 1 место в сенате.
Радикальные активисты ХДНЦП участвовали в протестной Голаниаде весной 1990. Подавление Голаниады шахтёрской третьей Минериадой обернулось, в том числе, преследованием ХДНЦП. Корнелиу Копосу с трудом спасся от избиения шахтёрами. ФНС развернул обличительную кампанию против «давно нам известной „демократии“ цэрэнистов» (намёк на авторитарные черты Маниу). Во время четвёртой Минериады сентября 1991 депутат Ион Рациу резко одёрнул шахтёров, ворвавшихся в здании парламента. К удивлению многих, окрик пожилого политика заставил шахтёров уйти, причём с возгласами «Рациу в президенты!»

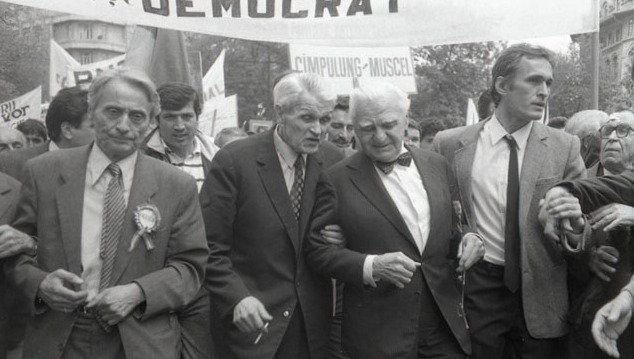
Слева направо: Ион Диаконеску, Корнелиу Копосу, Ион Рациу. Бухарест, 1990.

В первой половине 1990-х политика ХДНЦП в основном сводилась к борьбе против «неокоммунистического» правления ФНС/ДФНС и президента Илиеску — представителей бывшей номенклатуры РКП. 26 ноября 1991 по инициативе Копосу была создана Румынская демократическая конвенция (РДК) — широкая оппозиционная коалиция ХДНЦП, НЛП, ДСВР, христианских демократов, социал-демократов, синдикалистов, студенческих организаций. На президентских выборах 1992 кандидат РДК Эмиль Константинеску — на тот момент член ХДНЦП — получил во втором туре более 38 %, но победу вновь одержал Илиеску. На парламентских выборах 1992 РДК заняла второе место, причём наибольшего успеха добилась ХДНЦП — 41 депутат, 21 сенатор.
Корнелиу Копосу скончался в 1995. Потеря лидера-основателя вызвала массовое сочувствие, на похороны пришли сотни тысяч румын. Во главе партии стал Ион Диаконеску.

### Во главе правительства
Выборы 1996 принесли ХДНЦП наибольший успех. президентом был избран лидер РДК и член ХДНЦП Эмиль Константинеску. Коалиция заняла первое место в парламенте. ХДНЦП в составе РДК сформировала фракции из 83 депутатов и 27 сенаторов. Партия лидировала в правящей коалиции.
Эмиль Константинеску на посту главы государства вышел из партии. Пост премьер-министра занял представитель ХДНЦП Виктор Чорбя — юрист и профсоюзный деятель, ранее избранный примаром Бухареста. В кабинет Чорби вошли полтора десятка членов ХДНЦП, в том числе министр обороны Константин Дуду Ионеску, министр внутренних дел Гаврил Дежеу, министр финансов Мирча Чумара, министр образования Андрей Марга, министр культуры Ион Карамитру.
Правительство Чорби проводил либерально-реформаторский курс, включая интенсивную приватизацию и жёсткую бюджетную экономию. Социальные издержки вызвали всплеск массового недовольства и снизили поддержку ХДНЦП. Правительственная политика входила в противоречие с социальными положениями партийной программы. В 1998 Виктор Чорбя ушёл в отставку после конфликта с Диаконеску.
Премьерство осталось за ХДНЦП — вначале обязанности главы правительства исполнял Гаврил Дежеу, затем Раду Василе. Непопулярная социально-экономическая политика вызвала в 1999 шахтёрские Минериады с силовыми столкновениями. Премьер Василе вступил в конфликт с президентом Константинеску и вынужден был подать в отставку.

### Падение влияния
Коллизии конца 1990-х демонстрировали изменение лица ХДНЦП. Историческую традицию национал-цэрэнизма оттеснял либерализм. Дезактуализировались духовные основы, заложенные Корнелиу Копосу, которые и привлекали сторонников. Результатом стало резкое падение популярности. Либеральную же повестку эффективнее продвигала другая историческая партия — НЛП, лучше адаптированная к новым историческим условиям.
На президентских выборах 2000 к власти вернулся Ион Илиеску во главе Социал-демократической партии (СДП), происходившей из ФНС/ДФНС. Поддержанный ХДНЦП кандидат Мугур Исэреску собрал менее 10 %. На парламентских выборах за партию голосовали немногим более 5 % — было потеряно представительство и в сенате, и в палате депутатов.
Ион Диаконеску перешёл в почётные председатели и оставался в этом статусе до кончины в 2011. За период 2000—2004 в ХДНЦП сменились три председателя — бывший министр обороны Константин Дуду Ионеску, бывший министр образования Андрей Марга, бывший премьер-министр Виктор Чорбя. Им не удавалось консолидировать партию ни идейно, ни организационно. Острый конфликт 2001 между Маргой и Чорбей грозил партии распадом.
Председателем был избран Чорбя, пытавшийся восстановить партийное влияние через активную агитацию интеллигенции и крестьянства. На первый план в партийной программе выдвигались лозунги борьбы с бедностью и коррупцией, перераспределения богатств. Большим авторитетом в принятии решений пользовался почётный президиум партии, в котором состояли Ион Диаконеску, Дойна Корня и сестра покойного основателя Родика Копосу. Образ Корнелиу Копосу оставался сплачивающим фактором.
В 2004 ХДНЦП возглавил инженер-строитель и примар Тимишоары Георге Чуханду. На президентских выборах 2004 он собрал менее 2 %, тот же скромный результат был достигнут на выборах парламента. Чуханду попытался обновить партию через объединение с небольшими консервативными группами и смену бренда. В марте 2005 партсъезд переименовал ХДНЦП в Христианско-демократическую народную партию. Это вызвало резкий конфликт с ветеранами, Ион Диаконеску категорически отверг смену названия. Уже в 2006 год идейные цэрэнисты добились возвращения имени ХДНЦП.
В 2007 ХДНЦП возглавил крупный предприниматель Мариан Милуц — президент Национального союза работодателей, в молодости чемпион Бухареста по шахматам, почётный член Ассоциации бывших политзаключённых. Однако переломить спад не удалось и ему: в парламентских выборах 2008 ХДНЦП самостоятельно не участвовала, примкнув к НЛП, к президентским выборам пришла расколотой: одни национал-цэрэнисты поддержали Траяна Бэсеску, другие — Крина Антонеску.

### Зигзаги Аурельяна Павелеску

#### Электоральное положение
В 2010 председателем ХДНЦП избран литературовед и адвокат Аурельян Павелеску, ранее состоявший в ФНС, НЛП, Демократической либеральной партии (ДЛП). К парламентским выборам 2012 Павелеску ввёл ХДНЦП в Альянс правой Румынии — с ДЛП Василе Благи и Гражданской силой Михая Рэзвана Унгуряну. Коалиция собрала более 1,2 миллиона голосов, но ХДНЦП получила только 1 мандат в палате депутатов и 1 мандат в сенате.
В парламентских выборах 2016 и в выборах 2020 ХДНЦП не участвовала. На президентских выборах 2014 поддерживала кандидата Партии народного движения Елену Удрю, на выборах 2019 — кандидата СДП Виорику Дэнчилэ. Был подписан протокол о сотрудничестве между ХДНЦП и СДП.
На муниципальных выборах 2020 ХДНЦП провела четыре десятка своих представителей. По итогам евровыборов 2019 ХДНЦП имеет 1 депутата — грекокатолический священник Кристиан Терхеш был избран от СДП, но в 2020 перешёл в ХДНЦП. Состоит во фракции Европейские консерваторы и реформисты. В феврале 2024 Терхеш стал одним из инициаторов резолюции «Об убийстве Алексея Навального и необходимости для ЕС поддержать политических заключённых и преследуемое гражданское общество в России».

#### Скандальный альянс
В 2019 Аурельян Павелеску пошёл на сближение с СДП, которую возглавлял тогда Ливиу Драгня — бывший глава МВД и вице-премьер, будущий председатель палаты депутатов. Уже тогда Драгня обладал репутацией политика эпатажного и связанного с криминалом. Сотрудничество с ним вызвало резкую критику ветеранов цэрэнизма и их сторонников. Фонд Корнелиу Копосу, сёстры основателя Родика и Флавия опубликовали протест против союза с «неокоммунистами, наследниками РКП». Они посчитали это дискредитацией «партии Маниу, Михалаке, Копосу и Диаконеску».
С начала 2020-х Павелеску совершил политический поворот и прервал сотрудничество с СДП (к тому времени с СДП порвал и Драгня). Павелеску ужесточил позицию и риторику ХДНЦП в крайне правом направлении. Усилились мотивы традиционализма, антилиберализма, евроскептицизма, отстаивания румынской идентичности, борьбы с чужеродными влияниями. В заявлении для прессы 24 февраля 2024 Павелеску яростно критиковал президента Клауса Йоханниса, правительственную коалицию НЛП и СДП — «подчинение Румынии брюссельской олигархии Евросоюза» и лично Урсуле фон дер Ляйен. Эти нападки обосновывались заветами Юлиу Маниу противостоять любой диктатуре.
Ранее, в 2022, ХДНЦП заключила союз с правой национал-популистской партией Альянс за родину, которую основал Ливиу Драгня. Павелеску вручил Драгне — осуждённому по уголовной статье — партийную «Медаль памяти Юлиу Маниу». Стороны договорились о создании к выборам 2024 «полюса суверенитета» — противостоять «национал-предательскому полюсу глобализма» в лице НЛП и СДП.
Сближение с Драгней характеризовалось как беспринципная авантюра. Самым жёстким образом отозвалась Родика Копосу: «Павелеску не представляет ту партию, которую мы знаем. Своим союзом он запятнал образы исторических лидеров». Комментаторы задавались вопросом, «как могла партия Копосу превратиться в карманную организацию без имён и без идей?» Деятельность председателей Дуду Ионеску, Марги, Чорби, Чуханду, Милуца, Павелеску оценивалась как растрата политического наследия.
При этом в партии разразился внутренний скандал: евродепутат Терхеш обвинил председателя Павелеску в финансовых махинациях. Павелеску в ответ объявил об исключении Терхеша. Терхеш не признал этого решения.

## Борьба традиций
Аналитики полагают, что уход из жизни Корнелиу Копосу (1995), Иона Рациу (2000), Иона Диаконеску (2011) оказался невосполним для ХДНЦП. Партия ассоциировалась именно с этими образами, их мировоззрением и традицией. Деятели новых генераций оказались политически несопоставимы с основателями. Высказывалось мнение, что при другом руководстве партия национал-цэрэнистов могла стать ведущей политической силой, главным конкурентом ФНС, ДФНС и СДП. Христианская демократия, социальный консерватизм, историческая и культурная традиция национал-цэрэнизма востребованы в румынском обществе.
В противовес курсу Аурельяна Павелеску группа национал-цэрэнистских активистов — Мирча Талош, Валериан Стан, Ливиу Петрина и другие — создали Национал-цэрэнистскую партию Маниу—Михалаке (НЦПММ). Эта организация, учреждённая при участии деятелей «ХНЦП», позиционируется в традициях Маниу, Михалаке, Копосу, Рациу, Диаконеску, Александру. НЦПММ выступает за интеграцию Румынии в единой Европе, активное участие в НАТО, стратегический союз с США. Лидеры НЦПММ ведут политическую и юридическую борьбу против руководства Павелеску.

## Международные связи и символика
Сразу после основания ХДНЦП вступила в Интернационал христианской демократии — ныне Центристский демократический интернационал. До 2017 состояла в Европейской народной партии, в 2020 примкнула к Европейскому христианскому политическому движению.
Официальные цвета ХДНЦП — синий, белый, зелёный. Партийные девизы: Fiecare contează! — Важен каждый! Renastem pentru România ta! — Возрождаемся для нашей Румынии!